# Nothorhaphium curalo
Nothorhaphium curalo är en tvåvingeart som beskrevs av Daniel J. Bickel 1999. Nothorhaphium curalo ingår i släktet Nothorhaphium och familjen styltflugor. Inga underarter finns listade i Catalogue of Life.